# Грант (округ Раск, Вісконсин)
Грант (англ. Grant) — місто (англ. town) в США, в окрузі Портедж штату Вісконсин. Населення — 1842 особи (2020).

## Демографія
Згідно з переписом 2010 року, у місті мешкало 1906 осіб у 758 домогосподарствах у складі 569 родин. Було 798 помешкань
Расовий склад населення:
| - 98,2 % — білих - 0,4 % — азіатів - 0,3 % — корінних американців - 0,3 % — чорних або афроамериканців |

До двох чи більше рас належало 0,7 %. Частка іспаномовних становила 0,7 % від усіх жителів.
За віковим діапазоном населення розподілялося таким чином: 22,5 % — особи молодші 18 років, 63,8 % — особи у віці 18—64 років, 13,7 % — особи у віці 65 років та старші. Медіана віку мешканця становила 45,1 року. На 100 осіб жіночої статі у місті припадало 108,3 чоловіків;  на 100 жінок у віці від 18 років та старших — 106,0 чоловіків також старших 18 років.
Середній дохід на одне домашнє господарство  становив 72 120 доларів США (медіана — 67 125), а середній дохід на одну сім'ю — 79 311 долар (медіана — 74 821). Медіана доходів становила 52 672 долари для чоловіків та 36 375 доларів для жінок. За межею бідності перебувало 8,3 % осіб, у тому числі 11,9 % дітей у віці до 18 років та 7,5 % осіб у віці 65 років та старших.
Цивільне працевлаштоване населення становило 1102 особи. Основні галузі зайнятості: виробництво — 27,0 %, освіта, охорона здоров'я та соціальна допомога — 19,1 %, транспорт — 7,5 %, мистецтво, розваги та відпочинок — 7,2 %.